# Musée Hergé
Le musée Hergé est un musée consacré à l'auteur belge de bandes dessinées Hergé, créateur des Aventures de Tintin, de Quick et Flupke et de Jo, Zette et Jocko, Popol et Virginie et de Totor, CP des Hanetons. Situé à Louvain-la-Neuve, section de la ville belge d'Ottignies-Louvain-la-Neuve, en Brabant wallon, le bâtiment de 3 600 m2 a été dessiné par l'architecte français Christian de Portzamparc et a officiellement ouvert ses portes le 2 juin 2009.

## Historique
Le musée comporte huit salles d'exposition permanente, une salle pour exposition temporaire, une muséographie interactive où Hergé raconte par enregistrements interposés, quelques secrets de son succès planétaire, une reconstitution de son studio de création, plus de 80 planches originales, 800 photos et documents inédits. Stéphane Steeman, grand connaisseur de Hergé céda une partie de sa collection à Fanny Rodwell, veuve de Hergé, en espérant la création de ce musée. Sa construction, 15 millions d'euros, a été financée sur fonds propres par Fanny Rodwell-Vlamynck, la seconde épouse d'Hergé, administratrice de la société Moulinsart, gestionnaire de l'œuvre littéraire d'Hergé, tandis que le terrain a été mis à disposition par l'université de Louvain. Les Studios Hergé comptaient initialement y attirer 200 000 visiteurs par an. Le musée a reçu un total de 400 000 visiteurs durant ses 5 premières années d'activité.
Le projet initial de l'héritière d'Hergé et de son mari, Nick Rodwell, était de créer le musée à Bruxelles. Des contacts avaient été établis avec Henri Simons, échevin de la ville chargé de la culture. La localisation proposée par celui-ci dans un quartier en transition sociale et urbanistique (place Fontainas) n'ayant pas convenu aux créateurs du musée, ils ont établi des contacts avec les autorités de Louvain-la-Neuve.
Lors de la présentation du bâtiment à la presse le 25 mai 2009, celle-ci ne put ni photographier, ni filmer l'ensemble des pièces exposées « pour éviter une multitude de prises de vue des originaux qui sont exposés dans les salles ». Cela provoqua la colère de certains journalistes, qui quittèrent l'inauguration.
La construction du Musée Hergé a en outre entraîné la fermeture de la Maison des Jeunes de Louvain-la-Neuve, le bâtiment qu'elle occupait et qui se situait aux abords de l'actuel emplacement du musée ayant été rasé. Depuis, la Maison des Jeunes a retrouvé un toit, à quelques pas de là, à la voie des Hennuyers.

## Description

### Adresse
L'adresse du musée, « Rue du Labrador, 26 », est un hommage à l'adresse de Tintin imaginée par Hergé dans ses albums : 26, rue du Labrador.

### Architecture

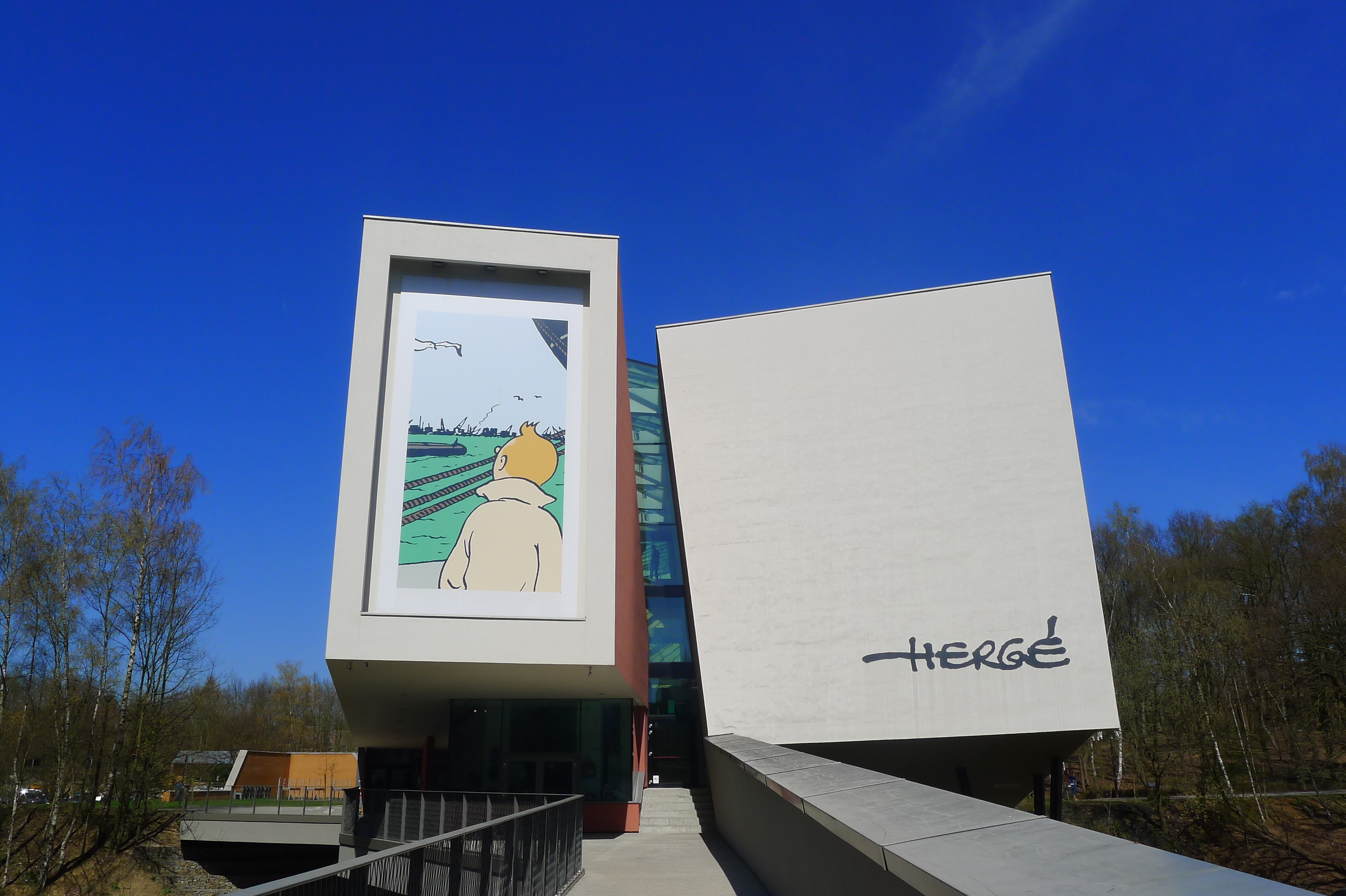
L'entrée du musée Hergé en 2013, avec une peinture murale issue de l'album Le Crabe aux pinces d'or.
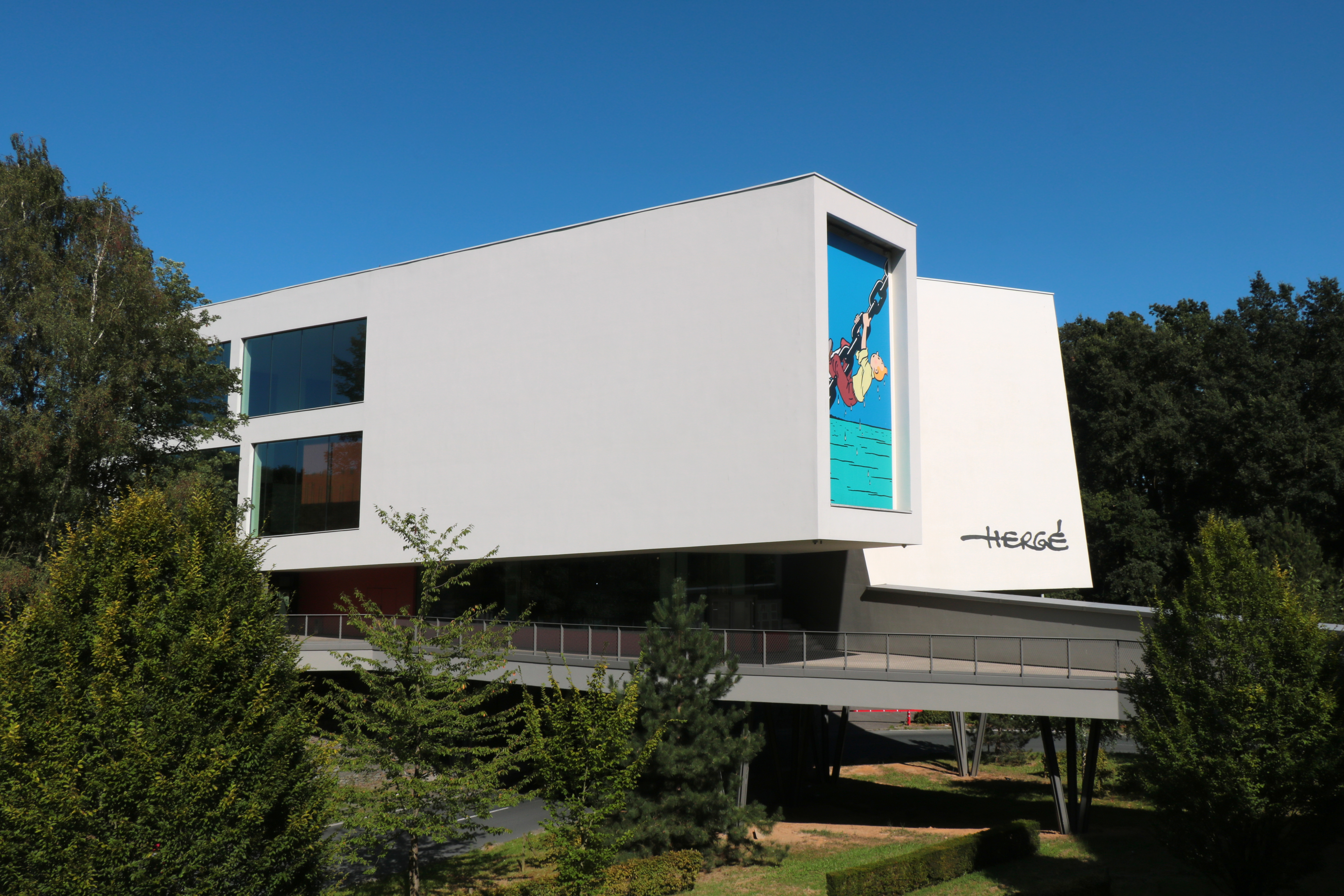
Vue latérale.
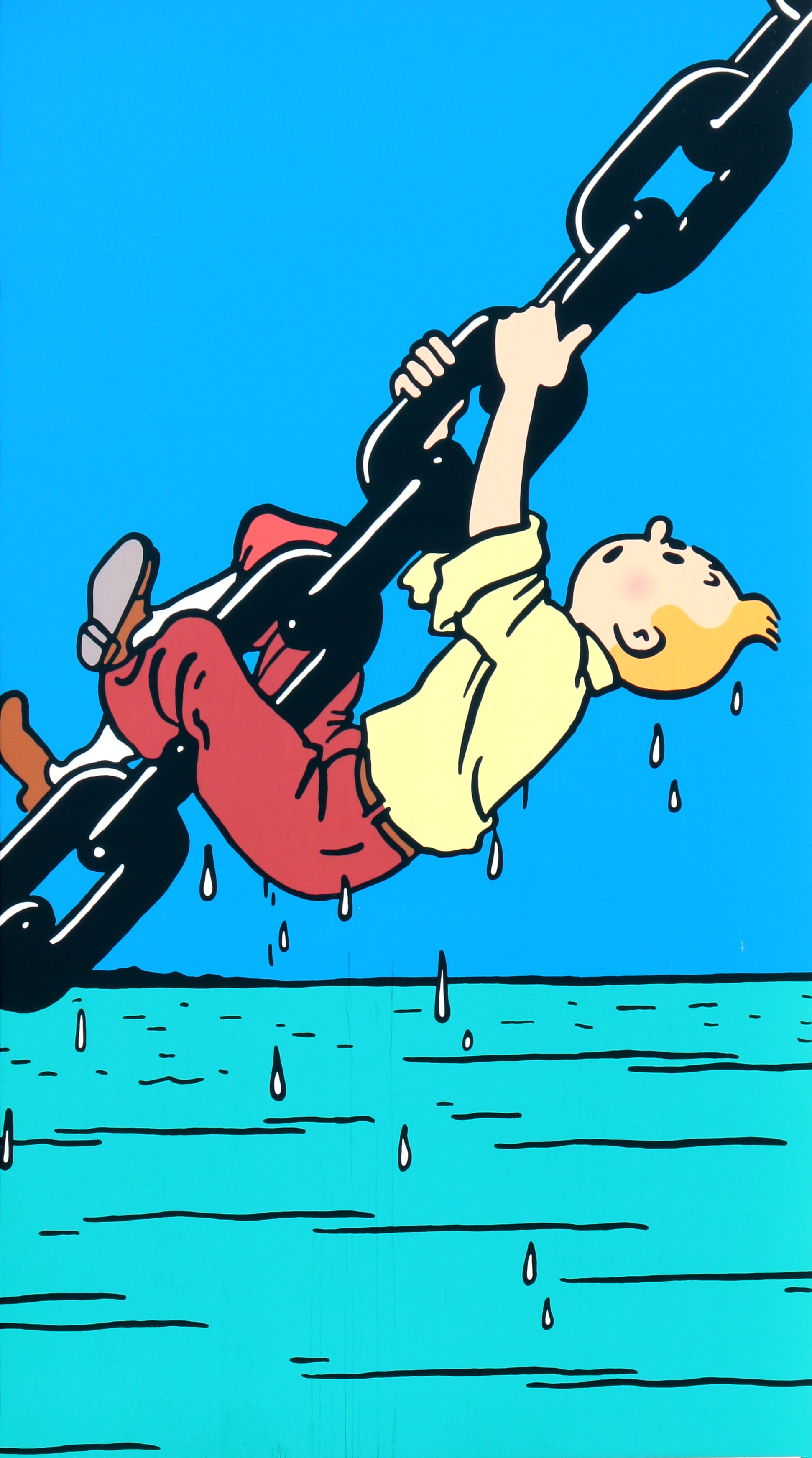
Peinture murale issue de l'album Le Temple du Soleil.
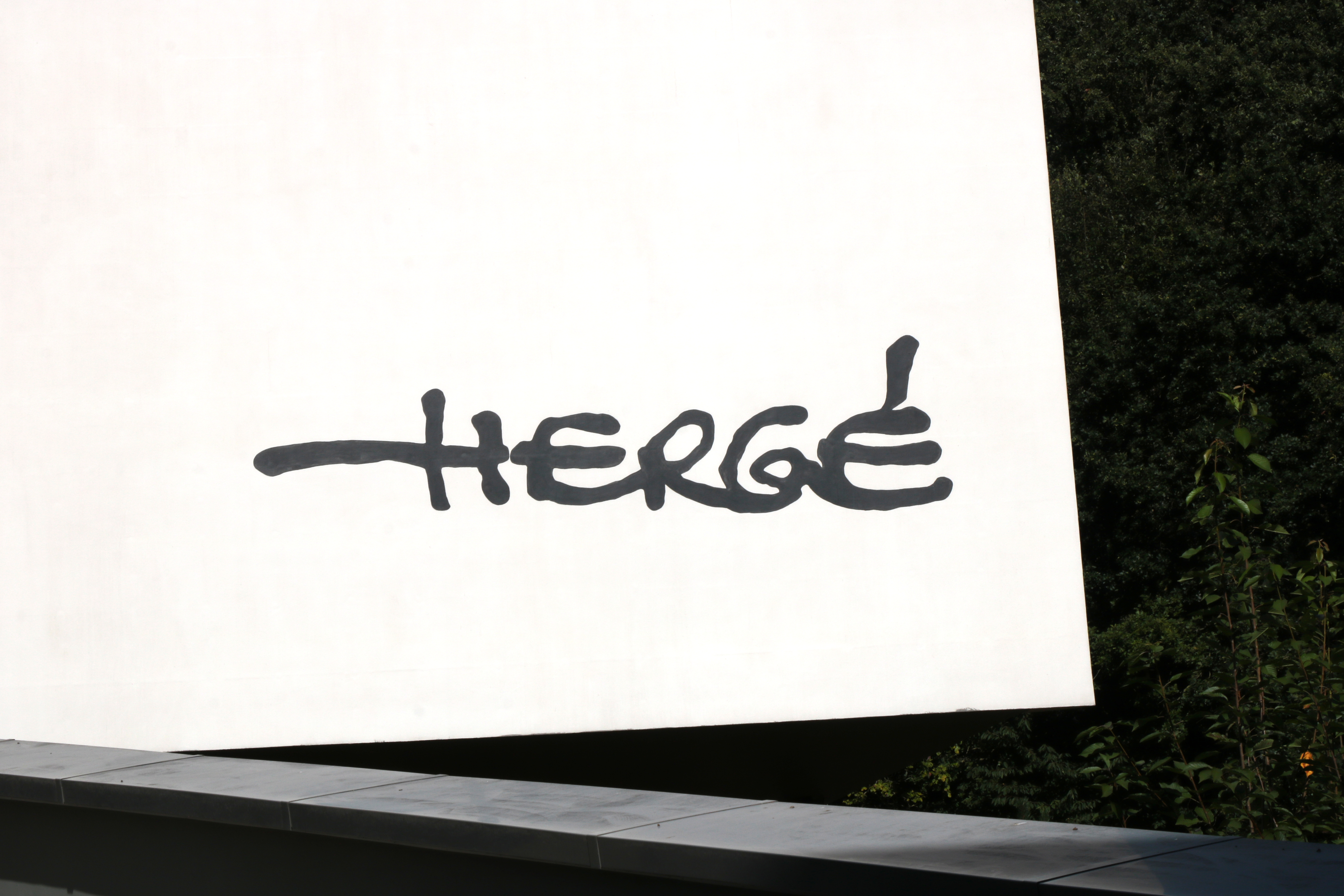
Signature de Hergé.
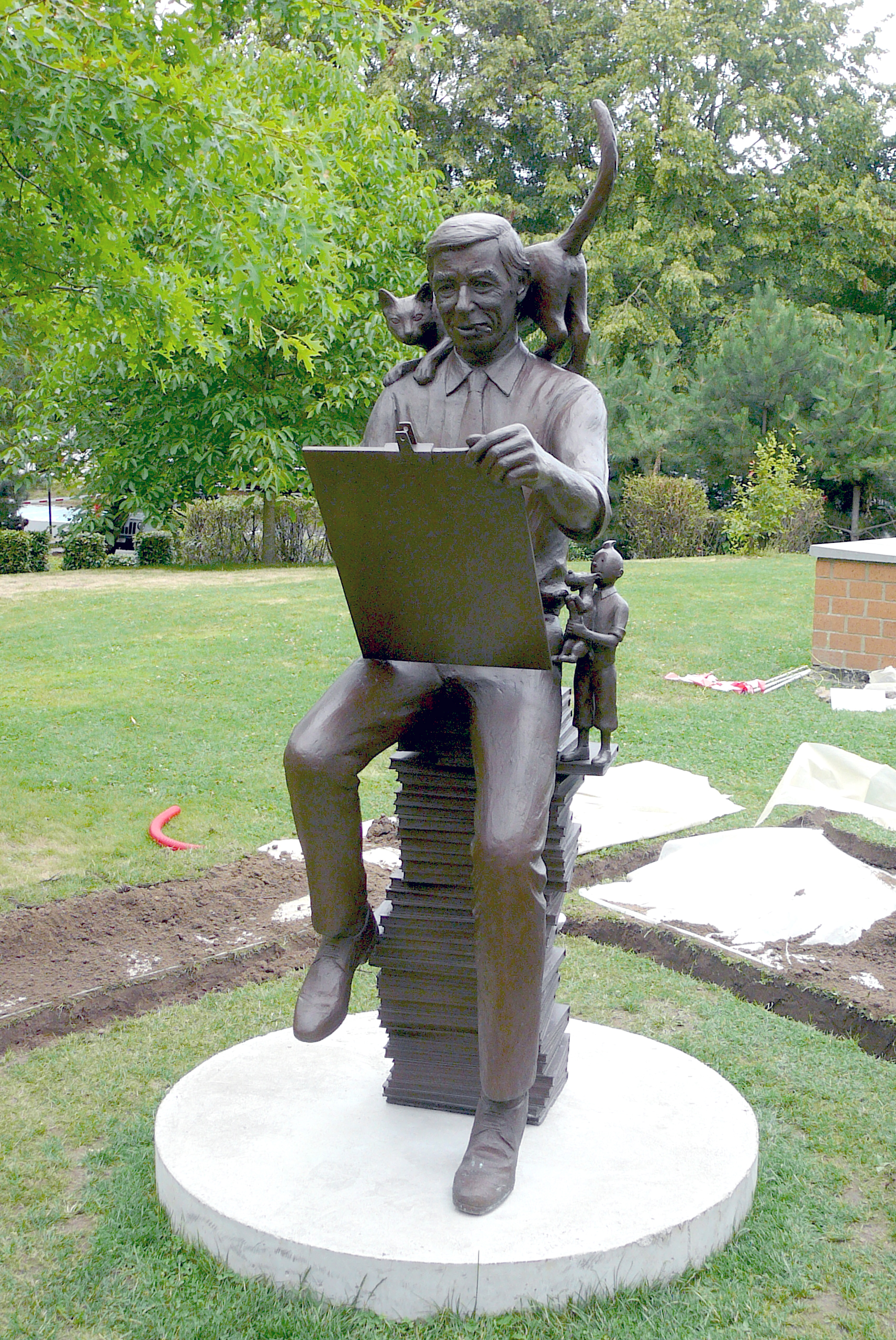
Statue d'Hergé par Tom Frantzen à l'occasion du 10e anniversaire du musée.

### Le Petit Vingtième

Logo du restaurant du Musée Hergé, le Petit Vingtième.

Le Musée Hergé dispose d'un café-restaurant nommé le Petit Vingtième en référence au supplément jeunesse du quotidien catholique conservateur Le Vingtième Siècle qui a publié pour la première fois les aventures du célèbre reporter Tintin (10 janvier 1929).

## Accès
La gare de Louvain-la-Neuve est située à 400 m du musée, la gare des bus TEC (notamment terminus des lignes Express) se trouvant à 500 m.

## Art public dans les environs du Musée Hergé
La sculpture « Univers » à l'entrée du parc de la Source est une sculpture en acier Corten réalisée en 2025 par l'artiste plasticienne de Genval Marie-Paule Haar pour marquer les 600 ans de la fondation de l'Université de Louvain,. La rectrice de l'UCLouvain Françoise Smets précise: « Il s'agit d'un mécénat de la Fondation Louvain. Cette sculpture montre notre ouverture sur le monde et l'univers. Elle représente la richesse et les bouillonnements constants à l'intérieur de l'université qui explose sur la société à tous les niveaux. »,. La sculpture a été réalisée avec le soutien des "Anciens et Amis de l'UCLouvain" et de donateurs via la Fondation Louvain.
Le parc de la Source abrite également un groupe de 4 statues d'Alfred Blondel intitulé Les Quatre Saisons. Le groupe est composé de 4 statues en bronze de femmes nues, placées chacune sur un socle en pierre bleue et disposées en cercle sous les arbres.

Art public dans les environs des Halles universitaires
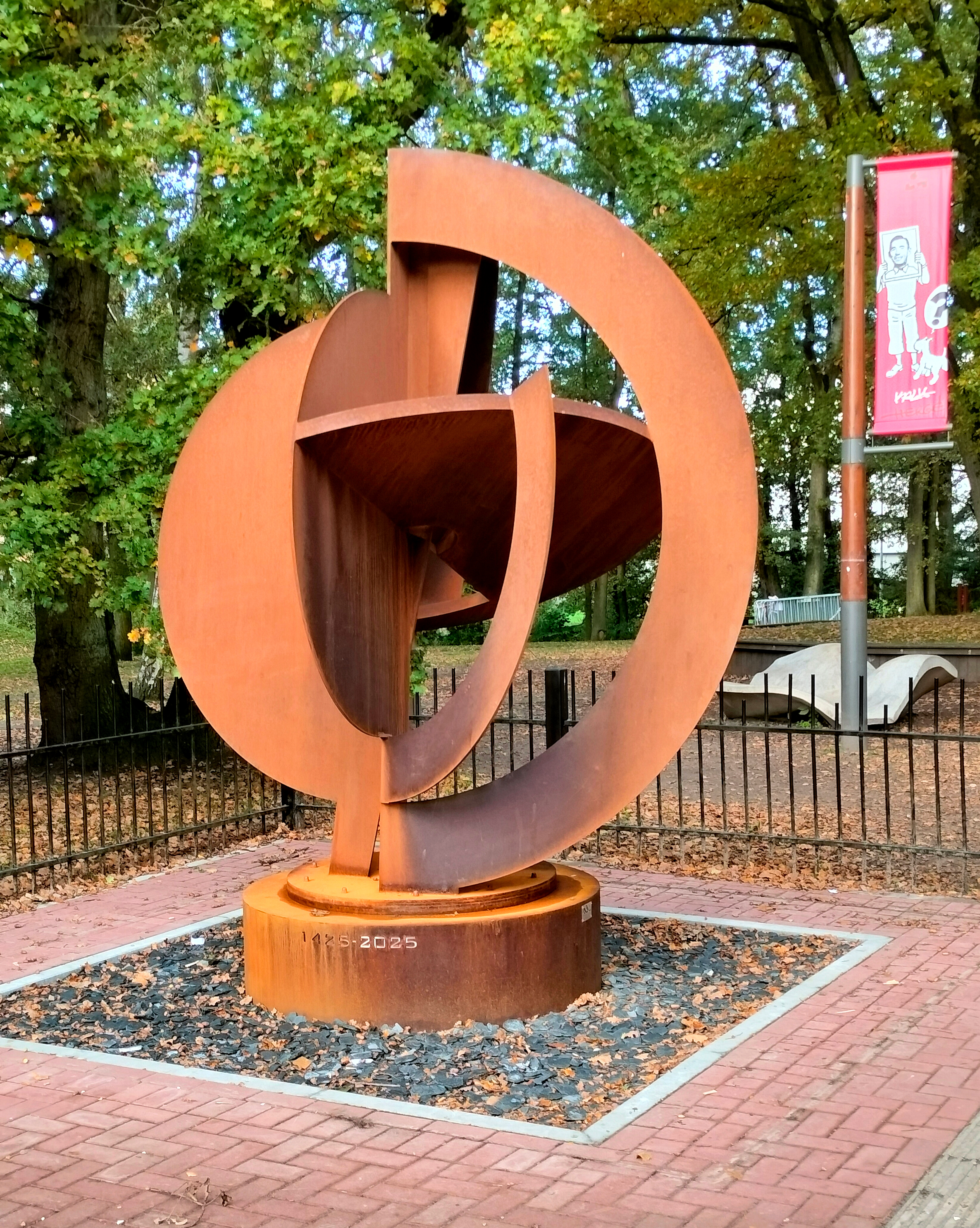
Univers (Marie-Paule Haar).
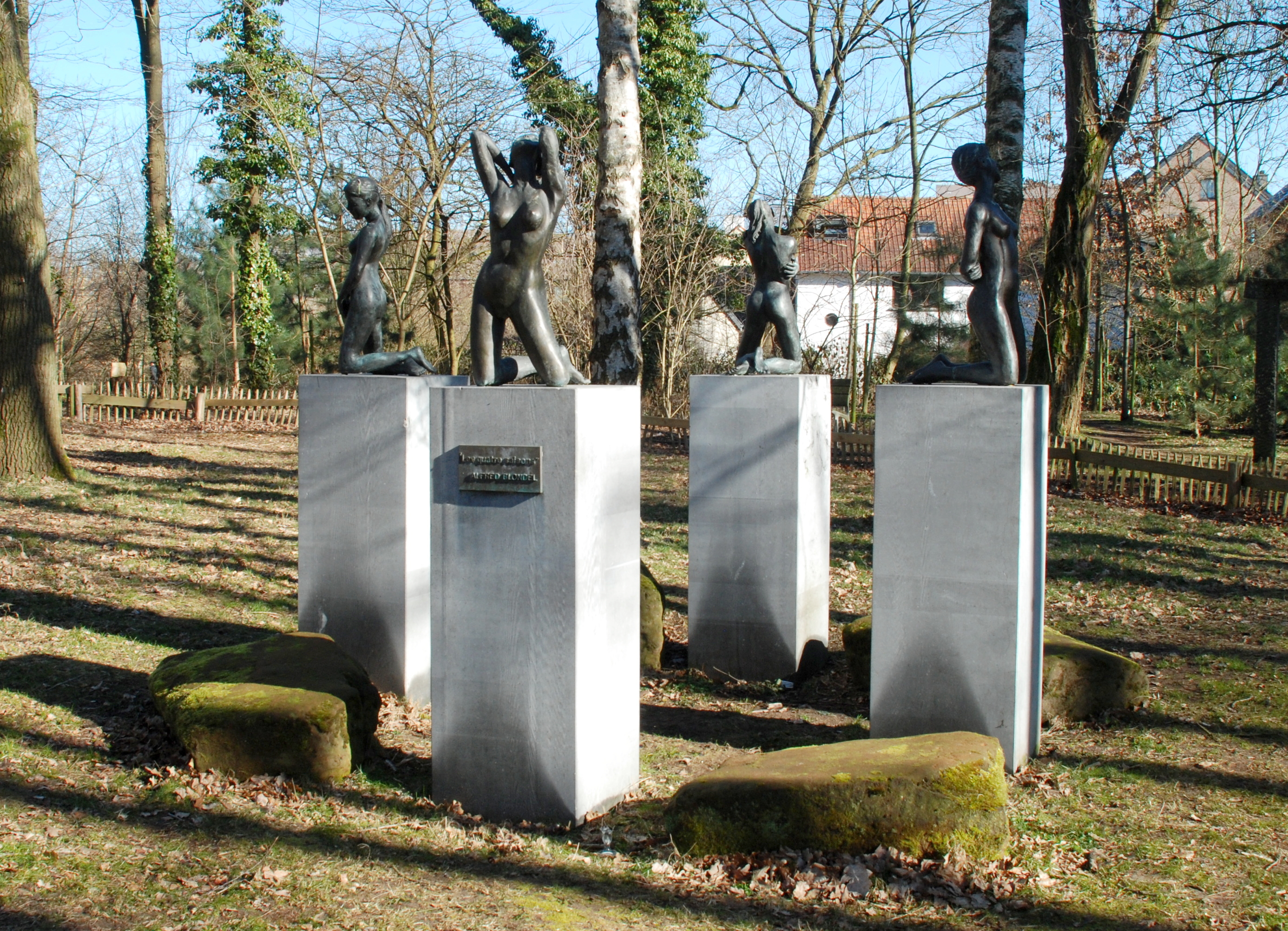
Groupe Les Quatre Saisons (Alfred Blondel.)
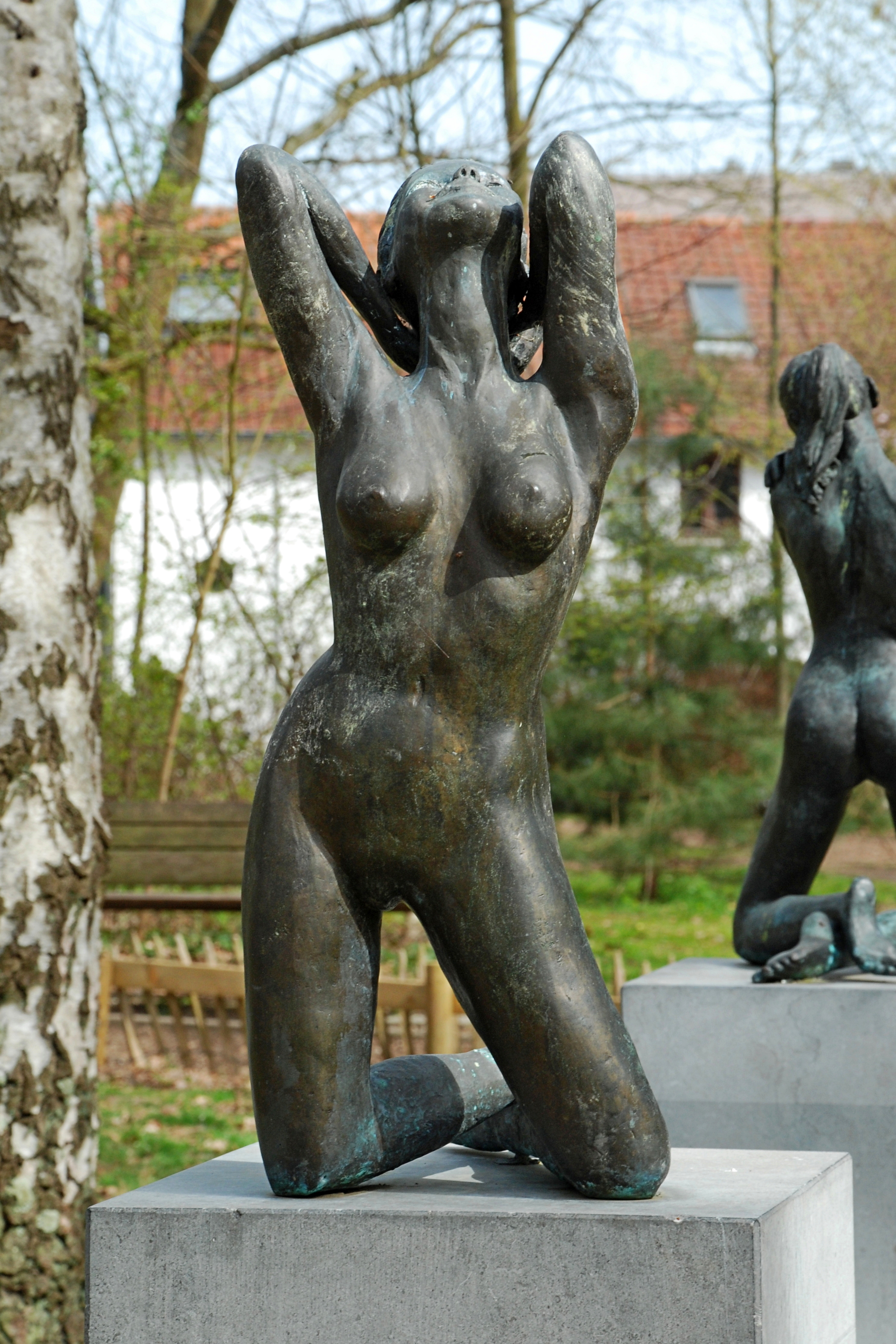
Les Quatre Saisons.
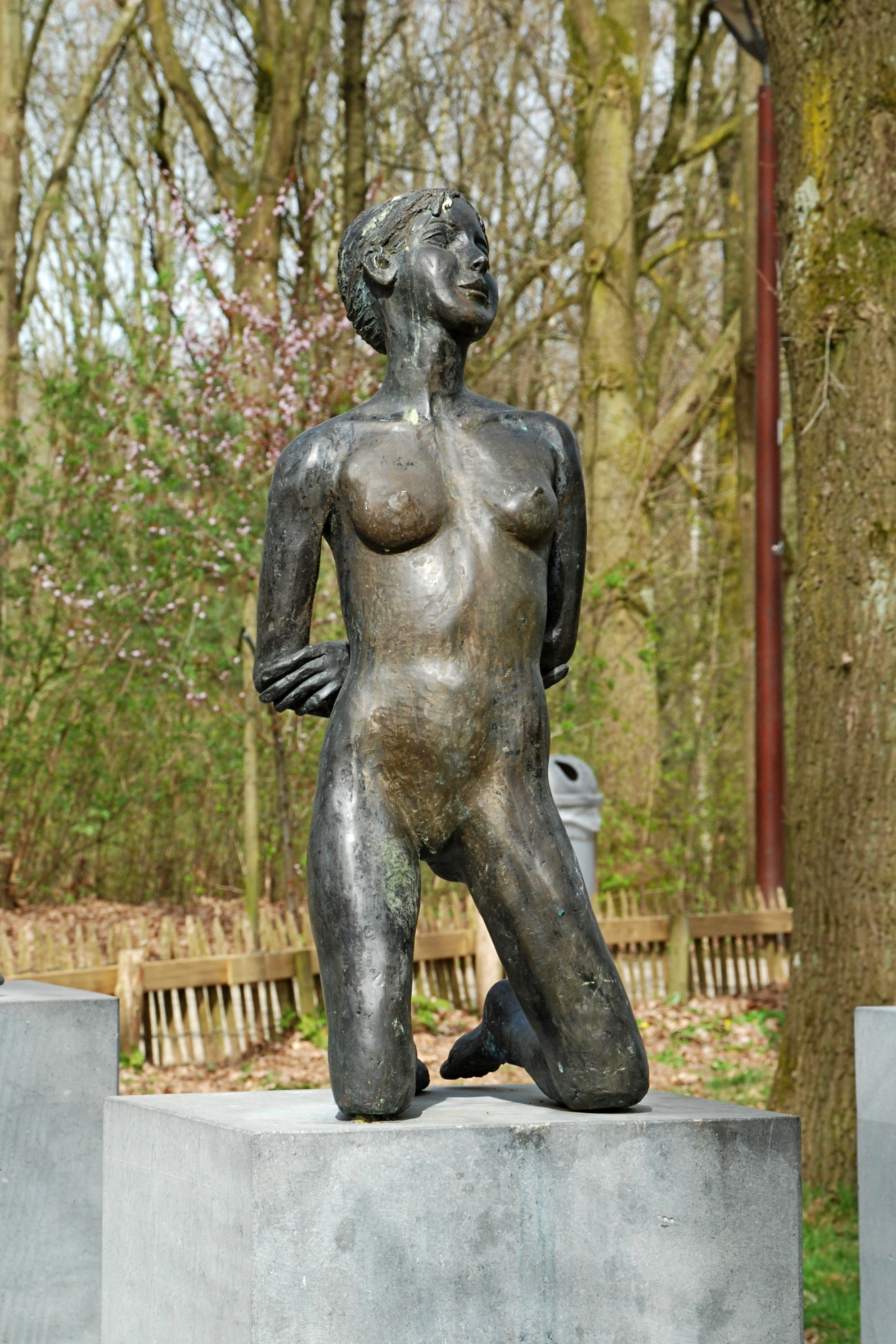
Les Quatre Saisons.